# Laurence Wolsey
Pour les articles homonymes, voir Wolsey.
Laurence Alexandre Wolsey est un mathématicien britannique qui travaille dans le domaine de l'optimisation linéaire en nombres entiers. Il est un ancien président et directeur de la recherche du Center for Operations Research and Econometrics (CORE) à l'université catholique de Louvain en Belgique. Il est professeur émérite de mathématiques appliquées à l'école des ingénieurs de la même université.

## Formation
Wolsey obtient une maîtrise en mathématiques à l'université de Cambridge, en 1966, et un doctorat en mathématiques au Massachusetts Institute of Technology, en 1969, sous la supervision de Jeremy F. Shapiro.

## Carrière
Wolsey est chercheur invité à l'École de commerce de Manchester en 1969-1971.
Il est invité par George Nemhauser en tant que post-doctorant au CORE en Belgique en 1971. Il y rencontre sa future épouse, Marguerite Loute, sœur de son collègue au CORE Etienne Loute, et s'installe en Belgique. Plus tard, il est professeur invité à la London School of Economics en 1978-1979, à l'université Cornell en 1983, à l'École polytechnique de Lausanne en 1986-1987, et professeur « Donders » à l'université d'Utrecht en 1998.
Wolsey est rédacteur en chef de la revue Mathematical Programming de 1999 à 2003.

## Recherches
Wolsey a fait des contributions fondamentales à la théorie de la dualité de la programmation entière, l'optimisation sous-modulaire, l'approche par la théorie des groupes et l'analyse polyédrique des flux de réseau à charge fixe ainsi que des modèles de planification de la production.

## Prix et distinctions
Wolsey reçoit le prix Beale-Orchard Hays en 1988,, le prix Frederick W. Lanchester en 1989, la médaille d'or EURO en 1994.
En 2012, il est lauréat du prix Dantzig, et il reçoit le prix de théorie John-von-Neumann conjointement avec George Nemhauser « pour leurs contributions exceptionnelles et durables à l'optimisation en nombres entiers, et à leurs enseignements exemplaires ».
Le prix ORBEL Wolsey est un prix belge décerné en reconnaissance de la meilleure et la plus importante implémentation OR ayant contribué à l'open source au cours de l'année.

## Sélection de publications
- Integer and Combinatorial Optimization (avec George L. Nemhauser, Wiley, 1988)  (ISBN 0-471-35943-2).
- Integer Programming (Wiley, 1998)
- Production Planning by Mixed Integer Programming (avec Yves Pochet, Springer, 2006)
- Laurence A. Wolsey, « Integer programming duality: Price functions and sensitivity analysis », Mathematical Programming A, vol. 20,‎ 1981, p. 173–195 (DOI 10.1007/BF01589344)
- G. L. Nemhauser, L. A. Wolsey et M. L. Fisher, « An analysis of approximations for maximizing submodular set functions I », Mathematical Programming A, vol. 14,‎ 1978, p. 265–294 (DOI 10.1007/BF01588971)
- Laurence A. Wolsey, « Extensions of the Group Theoretic Approach in Integer Programming », Management Science, vol. 18,‎ 1971, p. 1 74–183 (DOI 10.1287/mnsc.18.1.74)
- T. J. Van Roy et Laurence A. Wolsey, « Solving mixed integer programming problems using automatic reformulation », Operations Research, vol. 35,‎ 1987, p. 45–57 (DOI 10.1287/opre.35.1.45)
- Yves Pochet et Laurence A. Wolsey, Production Planning by Mixed Integer Programming, Springer, 2006, 500 p. (ISBN 978-1-4419-2132-1)